# Carpophthorella sookae
Carpophthorella sookae är en tvåvingeart som beskrevs av Chua 2003. Carpophthorella sookae ingår i släktet Carpophthorella och familjen borrflugor. Inga underarter finns listade.